# Ceraia (planten)
Ceraia is een geslacht met bijna honderd soorten orchideeën uit de onderfamilie Epidendroideae. Het geslacht is afgesplitst van Dendrobium.
Het zijn epifytische of lithofytische orchideeën uit laaglandbossen van Zuidoost-Azië en Maleisië, met lange, gedeeltelijk verdikte stengels en grote, sterk ruikende en efemere (eendaagse) bloemen.

## Naamgeving enetymologie
- Synoniemen: Dendrobium Sw. (1799) sect. Crumenata Pfitz. (1889), Dendrobium Sw. (1799) subgen. Crumenata Kraenzl. (1910), Aporum Blume sect. Crumenata (Pfitz.) Brieger (1981), Dendrobium Sw. sect. Ampullaria Pfitz. (1889), Dendrobium Sw. subgen. Rhopalobium Schltr. sect. Ceraia Schltr. (1914), Aporum Blume sect. Linearifolia Brieger (1981), Dendrobium Sw. sect. Rhopolanthe Schltr. subsect. Aporopsis Schltr. (1912), Aporum Blume sect. Aporopsis (Schltr.) Brieger (1981), Aporopsis (Schltr.) M.A.Clem. & D.L. Jones (2002), Dendrobium Sw. sect. Virgatae Hook.f. (1890)

De botanische naam Ceraia is afgeleid van het Oudgriekse κεραία, keraia (hoorn), naar de op hoorns lijkende kroonbladeren van de bloemen van dit geslacht.

## Kenmerken

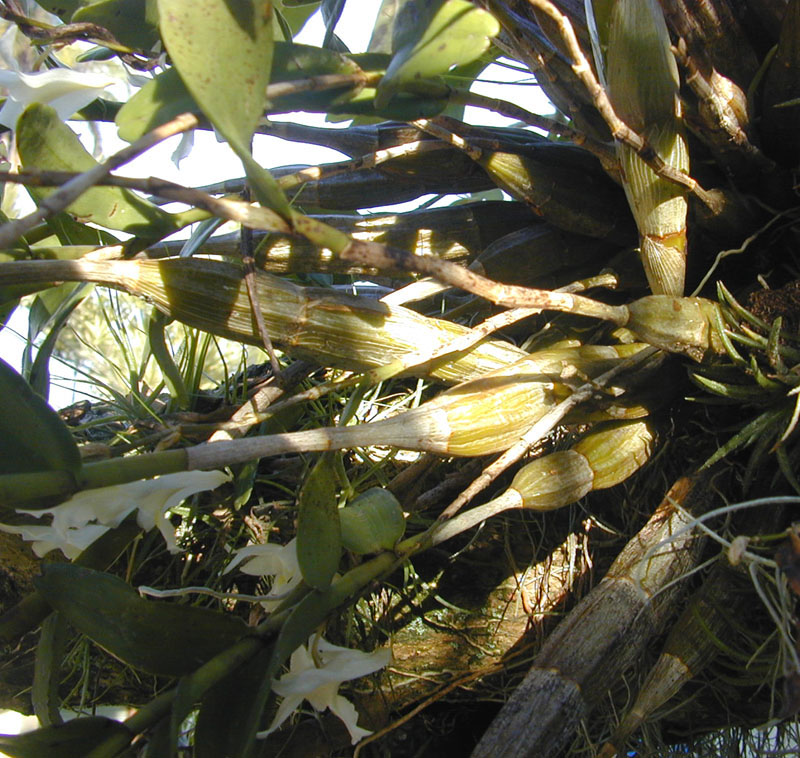
Ceraia, detail pseudobulben

Ceraia-soorten zijn middelgrote tot grote epifytische of lithofytische planten met tot één meter lange, vertakte, gegroepeerde, slanke en gelede stengels, met kort bij de basis een spoelvormige, geribde pseudobulb-achtige verdikking en over de hele lengte elkaar overlappende bladscheden. De plant draagt verspreid over het hoogste gedeelte van de stengel enkele tot enkele tientallen dikke en vlezige, lijnvormige tot ovale bladeren, en korte, gereduceerde zijstandige bloemtrossen omgeven door een bladschede, met één of enkele zeer kortlevende bloemen.
De bloemen zijn tot vijf centimeter groot en zeer sterk ruikend. De bloemlip is stevig verbonden met de voet van het gynostemium waar het een kort, met nectar gevuld mentum vormt. Het gynostemium is korter dan de voet en heeft gereduceerde stelidia. Er zijn vier ovale pollinia in groepjes van twee.
De planten binnen een populatie vertonen dikwijls synchrone, efemere bloei. Ale exemplaren van een populatie openen de bloemen op hetzelfde moment, meestal na een plotse temperatuursdaling of na regenval en blijven dan enkele uren of maximaal één dag open.

## Habitaten verspreidingsgebied
Ceraia-soorten komen voor als epifytsche of lithofytische planten op bomen in loofbossen, gemengde bossen en savanne in het laagland en tot 1000 m in de Himalaya, Assam (India), Bangladesh, Hainan (China), Sri Lanka, Myanmar, Thailand, Vietnam, Cambodja, Maleisië, Laos, Java, de Molukken, Sumatra, Nieuw-Guinea en de Filipijnen.

## Taxonomie
Ceraia werd in 1790 als geslacht beschreven door De Loureiro, en in 1910 door Kraenzlin in het geslacht Dendrobium opgenomen als de sectie Crumenata.
In 2002 werd deze sectie door Clements op basis van DNA-onderzoek opnieuw als een volwaardig geslacht geaccepteerd.
Het geslacht telt ongeveer honderd soorten. De typesoort is Ceraia simplicissima.